# 仙岛公园
仙岛公园，广西壮族自治区钦州市的一个公园，位于钦州港龙门群岛七十二泾景区入口处的龟岛上。

## 历史
1995年9月，中共钦州市委、钦州市人民政府为了纪念孙中山“南方第二大港”钦州港的建设规划而建造。

## 布局
公园内建有广场、环岛路、环山路、花岗岩台阶、风轮台、金鼎坛、聚英台等，栽种有30亩的多种观赏性植物，如桃花、山杜鹃、木棉树等。岛屿被大片的红树林环绕，顶上有孙中山铜像。